# Ккокту: Сезон богів
«Ккокту: Сезон богів» (кор.: хангиль: 꼭두의 계절, ханча: 꼭두의 季節, букв. «Сезон Ккокту») — фентезійний південнокорейський телесеріал, що розповідає історію про Ккоту, бога смерті, що приходить на землю через кожні 99 років і карає порушників, і лікарку Хан Кєджоль, з якою він зустрічається. Серіал виходив на телеканалі MBC щоп'ятниці і щосуботи з 27 січня по 24 березня 2023, крім того серіал також доступний на платформах Wavve у Південній Кореї та iQIYI, Viki і Viu у вибраних регіонах. У головних ролях Ім Су Хян, Кім Чон Хьон, Кім Та Сом, Ан У Йон, Кім Ін Ґвон та Чха Чхон Хва.

## Сюжет
У минулому житті О Хьон був закоханий в Соль Хі, однак їм було заборонено зустрічатися. Невдовзі їх розділяє смерть і О Хьон потрапляє до потойбіччя, однак він відмовляється йти в наступне життя поки не зустріне свою кохану Соль Хі. Однак це розлютило Бога і він покарав його, що той чекав на свою кохану під різною несприятливою погодою впродовж кількох століть поки не забув про неї, а тоді Бог дав шанс спокутувати свою вину. Тепер він мав приходити в людський світ як Ккоту кожні 99 років, щоб карати порушників аж доки він не зустріне свою кохану, яка, покохавши його, має врятувати його від такого життя.
Хан Кєджоль є лікаркою, яка ніяк не може отримати роботу в лікарні, поки випадково не зустрічається з То Чін У. Внаслідок чого, під час співбесіди до Лікарні Пхільсон, То Чін У надав шанс отримати її роботу, після чого вона починає працювати в лікарні. Однак, То Чін У починає підозрювати, що в лікарні не все так прозоро як здається, і що існує корупція, яка спричиняє смерть пацієнтів. Через це То Чін У вбивають і в нього вселяється Ккокту, а Кєджоль приходиться звільнитися та переїхати з Сеула в місто Йонпхо. Ккоту починає припускати, що Кєджоль може бути тією коханою людиною, про яку він забув, а тому він починає до неї залицятися. У той же час Кєджоль відкриває свою клініку в Йонпхо і намагається справитися з новими викликами, серед яких як і утримання клініки, так і залицяння Ккокту.

## Акторський склад

### Головні ролі
- Ім Су Хян як Соль Хі/Хан Кєджоль[10]

Соль Хі: Вона є минулим життям Соль Хі, яку кохав О Хьон, однак їм заборонено було зустрічатися.
Хан Кєджоль: Вона є лікаркою, що випустилася з найнижчими балами з медичного університету. Через це жодна лікарня не хотіла її брати, але після рекомендації То Чін У, вона починає працювати в лікарні Пхільсон. Після того як помирає То Чін У і її звільняють із лікарні, то вона відкриває власну клініку в місті Йонпхо.
- Кім Чон Хьон як О Хьон/То Чін У/Ккокту[10]

О Хьон: Він є чоловіком, що кохав Соль Хі, однак він завчасно помер. Після того, як він не захотів йти в наступне життя і чекав на Соль Хі, то був покараний Богом і став Ккокту.
То Чін У: Він був лікарем в лікарні Пхільсон, що почав підозрювати щодо корупційної схеми в лікарні, що призводить до смерті пацієнті. Через це і те, що він мав давати з цтого приводу свідчення, його було вбито.
Ккокту: Він є О Хьоном, щоб був покараний Богом за те, що не пішов в наступне життя, а чекав на Соль Хі. Тепер Ккоту проходить на землю кожні 99 років та карає порушників, забираючи їх до потойбіччя.
- Кім Та Сом як Тхе Чон Вон[10]

Вона є дівчиною То Чін У, а також лікаркою в лікарні Пхільсон. Вона закінчила навчання в медичному університеті із найвищими балами.
- Ан У Йон як Хан Чхоль[10]

Він є братом Хан Кєджоль, що працює поліцейським та розслідує таємниче вбивство, що сталося в лікарні.
- Кім Ін Ґвон як Оксін/Лі Ин Чхуль[10]

Він є напівбогом і одним із напарників Ккокту, що допомагає у виконанні його завдань в людському світі. У людському світі він є чеболем.
- Чха Чхон Хва як Каксін/Со Пок Кьон[10]

Вона є однією із напарниць Ккокту та богинею чуток. У людському світі вона є авторкою каналу на YouTube, а пізніше стає медсестрою, яка працює в клініці Хан Кєджоль.

### Другорядні ролі

#### Pilseong Bio
- Чхве Кван Іль як Кім Пхіль Су

Він є головою лікарні Пхільсон.
- Кім Йон Ун як Чун Сік[11]

Він є тіню Пхіль Су, що виконує його вказівки. Також Чун Сік має 14 судимостей за вбивство.

#### Люди в місті Йонпхо
- Лі Чон Джун як Чон І Дин[12]

Він є колишнім хлопцем Кєджоль.
- Кім Пьон Ок як Сін Хон Ґин

Він є власником «Yongwang-nim Samgyeopsal»
- О Йон Сіль як О Кьон Син

Вона є дружиною Хон Ґина.
- Лі Йон Ран як Мун Мьон Джа

Вона є головною директоркою Yeongpo Jongga Co.
- У Хьон як Чхве Таль Син

Він є чоловіком Мьон Джа та президентом Yeongpo Small Business Association.
- Кім Пьон Чхун як Пе Чон Ґук

Він є менеджером Fire Fist Gym.
- Мін Чун Хо як детектив Кім

Він є детективом, що розслідує вбивства разом із Хан Чхолем.

#### Лікарня Пхільсон
- Сон Со Ман як Са Кук Хва[13]

Вона є подружкою Тхе Чон Вон, що працює медсестрою в лікарні Пхільсон.

### Особлива поява
- Чон Йон Джу як дочка померлого пацієнта
- Сон Пьон Сук як пацієнт
- Кім Кан Хун як Творець
- Ю Че Сок як працівник
- Чон Чун Ха як працівник
- Лі Мі Джу як працівник
- Ван Біт На як мати Кєджоль

## Оригінальні звукові доріжки

### Повний альбом
| Kokdu: Season of Deity (Original Television Soundtrack) | Kokdu: Season of Deity (Original Television Soundtrack) | Kokdu: Season of Deity (Original Television Soundtrack) | Kokdu: Season of Deity (Original Television Soundtrack) | Kokdu: Season of Deity (Original Television Soundtrack) | Kokdu: Season of Deity (Original Television Soundtrack) |
| #                                                       | Назва                                                   | Автор слів                                              | Автор музики                                            | Виконавець                                              | Тривалість                                              |
| ------------------------------------------------------- | ------------------------------------------------------- | ------------------------------------------------------- | ------------------------------------------------------- | ------------------------------------------------------- | ------------------------------------------------------- |
| 1.                                                      | «I Am» (난 말야)                                        | Пан Со                                                  | Пан Со                                                  | Кім Чон Хьон                                            | 3:46                                                    |
| 2.                                                      | «Wind» (휘)                                             | Кім Чі Хян                                              | Пан Со, Со Чон Джін                                     | Хон Ісак                                                | 4:15                                                    |
| 3.                                                      | «Secret» (비밀)                                         | Кім Тхе Вон                                             | Кім Тхе Вон                                             | Хан Тон Ґин                                             | 4:08                                                    |
| 4.                                                      | «Latte Latte»                                           | Лі Хьон Сан (ARTMATIC), RAMI NU                         | Nomasgood, Sam Carter, RAMI NU                          | Джіхан (Weeekly)                                        | 3:14                                                    |
| 5.                                                      | «The first moment» (처음 순간)                          | Пан Со                                                  | Пан Со, Со Чон Джін                                     | Лі Чу Ин                                                | 3:27                                                    |
| 6.                                                      | «I Am (Inst.)» (난 말야 (Inst.))                        |                                                         | Пан Со                                                  | Кім Чон Хьон                                            | 3:46                                                    |
| 7.                                                      | «Wind (Inst.)» (휘 (Inst.))                             |                                                         | Пан Со, Со Чон Джін                                     | Хон Ісак                                                | 4:15                                                    |
| 8.                                                      | «Secret (Inst.)» (비밀 (Inst.))                         |                                                         | Кім Тхе Вон                                             | Хан Тон Ґин                                             | 4:08                                                    |
| 9.                                                      | «Latte Latte (Inst.)»                                   |                                                         | Nomasgood, Sam Carter, RAMI NU                          | Джіхан (Weeekly)                                        | 3:14                                                    |
| 10.                                                     | «The first moment (Inst.)» (처음 순간 (Inst.))          |                                                         | Пан Со, Со Чон Джін                                     | Лі Чу Ин                                                | 3:27                                                    |
| 11.                                                     | «Dusk Dark»                                             |                                                         | Кім Тон Хьок, Чхве Мун Сок                              | Кім Тон Хьок, Чхве Мун Сок                              | 2:22                                                    |
| 12.                                                     | «Broad Mind»                                            |                                                         | Ю Хі Хьон, Пак Се Джун                                  | Ю Хі Хьон, Пак Се Джун                                  | 1:34                                                    |
| 13.                                                     | «Crush On you»                                          |                                                         | У Чі Хун, Пак Се Джун                                   | У Чі Хун, Пак Се Джун                                   | 1:55                                                    |
| 14.                                                     | «Leaves On The Bridge»                                  |                                                         | Сон Че Ґьон, Пак Се Джун                                | Сон Че Ґьон, Пак Се Джун                                | 2:12                                                    |
| 15.                                                     | «Eiffel Tower»                                          |                                                         | Кім Мін Джі                                             | Кім Мін Джі                                             | 3:00                                                    |
| 16.                                                     | «Tiff»                                                  |                                                         | Кім Тхе Хван, Пак Се Джун                               | Кім Тхе Хван, Пак Се Джун                               | 1:43                                                    |
| 17.                                                     | «Exodus»                                                |                                                         | На Сан Джін, Пак Се Джун                                | На Сан Джін, Пак Се Джун                                | 3:07                                                    |
| 18.                                                     | «Midday Laugh»                                          |                                                         | Ю Хі Хьон, Пак Се Джун                                  | Ю Хі Хьон, Пак Се Джун                                  | 2:37                                                    |
| 19.                                                     | «Horror Mirror»                                         |                                                         | Іньом                                                   | Іньом                                                   | 2:46                                                    |
| 20.                                                     | «Curiosity In Love»                                     |                                                         | Сон Че Ґьон                                             | Сон Че Ґьон                                             | 2:03                                                    |
| 21.                                                     | «Moon Light»                                            |                                                         | У Чі Хун, Пак Є Чхан                                    | У Чі Хун, Пак Є Чхан                                    | 3:27                                                    |
| 22.                                                     | «The Hive»                                              |                                                         | Кім Тон Хьок, Чхве Мун Сок                              | Кім Тон Хьок, Чхве Мун Сок                              | 1:38                                                    |
| 23.                                                     | «Ring Of Promise (Dream of Summer MIX)»                 |                                                         | Іньом                                                   | Іньом                                                   | 2:40                                                    |
| 24.                                                     | «Make Up Your Mind»                                     |                                                         | Ю Хі Хьон, Пак Се Джун                                  | Ю Хі Хьон, Пак Се Джун                                  | 2:22                                                    |
| 25.                                                     | «Doors In Front Of You»                                 |                                                         | На Юн Сік                                               | На Юн Сік                                               | 2:31                                                    |
| 26.                                                     | «Like Hell (I AM KKOKDDU)»                              |                                                         | Хван Син Пхіль, Пак Се Джун                             | Хван Син Пхіль, Пак Се Джун                             | 2:21                                                    |
| 27.                                                     | «Wind War»                                              |                                                         | На Сан Джін                                             | На Сан Джін                                             | 2:37                                                    |
| 28.                                                     | «OkSinGakSin (TongTong Comic)»                          |                                                         | Сон Че Ґьон                                             | Сон Че Ґьон                                             | 1:44                                                    |
| 29.                                                     | «Their Own World» (그들만의 세상)                       |                                                         | Іньом                                                   | Іньом                                                   | 2:35                                                    |
| 30.                                                     | «Secret To Hide»                                        |                                                         | Ю Хі Хьон, Пак Се Джун                                  | Ю Хі Хьон, Пак Се Джун                                  | 3:42                                                    |
| 31.                                                     | «Do Not Notice (MakJang String 2nd)»                    |                                                         | Кім Тхе Хван, Пак Се Джун                               | Кім Тхе Хван, Пак Се Джун                               | 1:59                                                    |
| 32.                                                     | «Sad Voice»                                             |                                                         | Кім Мін Джі                                             | Кім Мін Джі                                             | 2:21                                                    |
| 33.                                                     | «Same Here»                                             |                                                         | Ю Хі Хьон, Пак Се Джун                                  | Ю Хі Хьон, Пак Се Джун                                  | 1:10                                                    |
| 34.                                                     | «Little Belle»                                          |                                                         | Кім Тон Хьок, Чхве Мун Сок                              | Кім Тон Хьок, Чхве Мун Сок                              | 1:46                                                    |
| 35.                                                     | «Simple Thinking»                                       |                                                         | У Чі Хун, Пак Є Чхан                                    | У Чі Хун, Пак Є Чхан                                    | 2:03                                                    |
| 36.                                                     | «Sudden Trip (Univ Comic)»                              |                                                         | Сон Че Ґьон                                             | Сон Че Ґьон                                             | 2:04                                                    |
| 37.                                                     | «Parallel Universe»                                     |                                                         | Ю Хі Хьон, Пак Се Джун                                  | Ю Хі Хьон, Пак Се Джун                                  | 4:07                                                    |
| 38.                                                     | «Traces Of Life»                                        |                                                         | Хван Син Пхіль, Пак Се Джун                             | Хван Син Пхіль, Пак Се Джун                             | 2:49                                                    |
| 39.                                                     | «He Is Not Guilty»                                      |                                                         | Іньом                                                   | Іньом                                                   | 3:00                                                    |
| 40.                                                     | «Lie Of Fox»                                            |                                                         | У Чі Хун, Пак Є Чхан                                    | У Чі Хун, Пак Є Чхан                                    | 2:04                                                    |
| 41.                                                     | «MindSet»                                               |                                                         | Ю Хі Хьон, Пак Се Джун                                  | Ю Хі Хьон, Пак Се Джун                                  | 4:31                                                    |

### Альбом частинами
| Kokdu: Season of Deity (Original Television Soundtrack), Part 1 | Kokdu: Season of Deity (Original Television Soundtrack), Part 1 | Kokdu: Season of Deity (Original Television Soundtrack), Part 1 | Kokdu: Season of Deity (Original Television Soundtrack), Part 1 | Kokdu: Season of Deity (Original Television Soundtrack), Part 1 | Kokdu: Season of Deity (Original Television Soundtrack), Part 1 |
| #                                                               | Назва                                                           | Автор слів                                                      | Автор музики                                                    | Виконавець                                                      | Тривалість                                                      |
| --------------------------------------------------------------- | --------------------------------------------------------------- | --------------------------------------------------------------- | --------------------------------------------------------------- | --------------------------------------------------------------- | --------------------------------------------------------------- |
| 1.                                                              | «I Am» (난 말야)                                                | Пан Со                                                          | Пан Со                                                          | Кім Чон Хьон                                                    | 3:46                                                            |
| 2.                                                              | «I Am (Inst.)» (난 말야 (Inst.))                                |                                                                 | Пан Со                                                          | Кім Чон Хьон                                                    | 3:46                                                            |

| Kokdu: Season of Deity (Original Television Soundtrack), Part 2 | Kokdu: Season of Deity (Original Television Soundtrack), Part 2 | Kokdu: Season of Deity (Original Television Soundtrack), Part 2 | Kokdu: Season of Deity (Original Television Soundtrack), Part 2 | Kokdu: Season of Deity (Original Television Soundtrack), Part 2 | Kokdu: Season of Deity (Original Television Soundtrack), Part 2 |
| #                                                               | Назва                                                           | Автор слів                                                      | Автор музики                                                    | Виконавець                                                      | Тривалість                                                      |
| --------------------------------------------------------------- | --------------------------------------------------------------- | --------------------------------------------------------------- | --------------------------------------------------------------- | --------------------------------------------------------------- | --------------------------------------------------------------- |
| 1.                                                              | «Wind» (휘)                                                     | Кім Чі Хян                                                      | Пан Со, Со Чон Джін                                             | Хон Ісак                                                        | 4:15                                                            |
| 2.                                                              | «Wind (Inst.)» (휘 (Inst.))                                     |                                                                 | Пан Со, Со Чон Джін                                             | Хон Ісак                                                        | 4:15                                                            |

| Kokdu: Season of Deity (Original Television Soundtrack), Part 3 | Kokdu: Season of Deity (Original Television Soundtrack), Part 3 | Kokdu: Season of Deity (Original Television Soundtrack), Part 3 | Kokdu: Season of Deity (Original Television Soundtrack), Part 3 | Kokdu: Season of Deity (Original Television Soundtrack), Part 3 | Kokdu: Season of Deity (Original Television Soundtrack), Part 3 |
| #                                                               | Назва                                                           | Автор слів                                                      | Автор музики                                                    | Виконавець                                                      | Тривалість                                                      |
| --------------------------------------------------------------- | --------------------------------------------------------------- | --------------------------------------------------------------- | --------------------------------------------------------------- | --------------------------------------------------------------- | --------------------------------------------------------------- |
| 1.                                                              | «Secret» (비밀)                                                 | Кім Тхе Вон                                                     | Кім Тхе Вон                                                     | Хан Тон Ґин                                                     | 4:08                                                            |
| 2.                                                              | «Secret (Inst.)» (비밀 (Inst.))                                 |                                                                 | Кім Тхе Вон                                                     | Хан Тон Ґин                                                     | 4:08                                                            |

| Kokdu: Season of Deity (Original Television Soundtrack), Part 4 | Kokdu: Season of Deity (Original Television Soundtrack), Part 4 | Kokdu: Season of Deity (Original Television Soundtrack), Part 4 | Kokdu: Season of Deity (Original Television Soundtrack), Part 4 | Kokdu: Season of Deity (Original Television Soundtrack), Part 4 | Kokdu: Season of Deity (Original Television Soundtrack), Part 4 |
| #                                                               | Назва                                                           | Автор слів                                                      | Автор музики                                                    | Виконавець                                                      | Тривалість                                                      |
| --------------------------------------------------------------- | --------------------------------------------------------------- | --------------------------------------------------------------- | --------------------------------------------------------------- | --------------------------------------------------------------- | --------------------------------------------------------------- |
| 1.                                                              | «Latte Latte»                                                   | Лі Хьон Сан (ARTMATIC), RAMI NU                                 | Nomasgood, Sam Carter, RAMI NU                                  | Джіхан (Weeekly)                                                | 3:14                                                            |
| 2.                                                              | «Latte Latte (Inst.)»                                           |                                                                 | Nomasgood, Sam Carter, RAMI NU                                  | Джіхан (Weeekly)                                                | 3:14                                                            |

| Kokdu: Season of Deity (Original Television Soundtrack), Part 5 | Kokdu: Season of Deity (Original Television Soundtrack), Part 5 | Kokdu: Season of Deity (Original Television Soundtrack), Part 5 | Kokdu: Season of Deity (Original Television Soundtrack), Part 5 | Kokdu: Season of Deity (Original Television Soundtrack), Part 5 | Kokdu: Season of Deity (Original Television Soundtrack), Part 5 |
| #                                                               | Назва                                                           | Автор слів                                                      | Автор музики                                                    | Виконавець                                                      | Тривалість                                                      |
| --------------------------------------------------------------- | --------------------------------------------------------------- | --------------------------------------------------------------- | --------------------------------------------------------------- | --------------------------------------------------------------- | --------------------------------------------------------------- |
| 1.                                                              | «The first moment» (처음 순간)                                  | Пан Со                                                          | Пан Со, Со Чон Джін                                             | Лі Чу Ин                                                        | 3:27                                                            |
| 2.                                                              | «The first moment (Inst.)» (처음 순간 (Inst.))                  |                                                                 | Пан Со, Со Чон Джін                                             | Лі Чу Ин                                                        | 3:27                                                            |

## Рейтинги
Найнижчі рейтинги позначені синім кольором, а найвищі — червоним кольором.
| Серія            | Дата показу      | Назва серії                                                                                                 | Середнє значення кількості переглядів | Середнє значення кількості переглядів |
| Серія            | Дата показу      | Назва серії                                                                                                 | AGB Nielsen                           | AGB Nielsen                           |
| Серія            | Дата показу      | Назва серії                                                                                                 | Загальнонаціональні                   | Сеул                                  |
| ---------------- | ---------------- | --- | ------------------------------------- | ------------------------------------- |
| 1                | 27 січня 2023    | - Скоро розпочнеться сезон Ккокту - (꼭두의 계절의 곧 시작되겠어)                                           | 4,8 % (14-те)                         | 4,8 % (14-те)                         |
| 2                | 28 січня 2023    | - Нарешті з'явилася жінка, що знімить моє прокляття - (드디어 내 저주를 풀 여자가 나타났다!)                | 2,2 % (33-тє)                         | Н/Д                                   |
| 3                | 3 лютого 2023    | - Отже сьогодні наш перший день як ми зустрічаємось? - (그럼 우리 오늘부터 1일인가?)                        | 3,1 % (20-те)                         | 3,2 % (19-те)                         |
| 4                | 4 лютого 2023    | - Ми часом не зустрічалися в минулому житті? - (너 혹시 나랑 전생에 만난 적 있어?)                          | 2,4 % (34-те)                         | Н/Д                                   |
| 5                | 10 лютого 2023   | - Кохання таке... брехливе... - (사랑 참... 허망하구나...)                                                  | 2,8 % (24-те)                         | Н/Д                                   |
| 6                | 11 лютого 2023   | - Професоре, до Вас повернулися спогади? - (교수님, 기억이 다 돌아왔어요?)                                  | 1,9 % (36-те)                         | Н/Д                                   |
| 7                | 17 лютого 2023   | - Я не планую робити жодної речі, яку робив минулий Ккокту - (전 꼭두가 한 일까지 뒤집어쓸 생각이 없습니다) | 2,7 % (23-тє)                         | Н/Д                                   |
| 8                | 18 лютого 2023   | - Ккокту! Повернися! - (꼭두씨! 돌아오라고!)                                                                | 1,4 % (47-ме)                         | Н/Д                                   |
| 9                | 24 лютого 2023   | - Цілю була не Хан Кєджоль, а я? - (타겟이 한계절이 아니라 나였다?)                                         | 2,0 % (29-те)                         | Н/Д                                   |
| 10               | 25 лютого 2023   | - Я вірю цій людині - (난 그 사람을 믿어)                                                                   | 1,7 % (43-тє)                         | Н/Д                                   |
| 11               | 3 березня 2023   | - Наступні 27 днів — час, що ми проведемо разом - (우리가 함께 할 시간, 앞으로 27일...)                     | 1,6 % (36-те)                         | Н/Д                                   |
| 12               | 4 березня 2023   | - Я не покину цей світ - (저승에 안 갈 것이다)                                                              | 2,0 % (31-ше)                         | Н/Д                                   |
| 13               | 11 березня 2023  | - Чи дівчиною, яку ти кохав... є Соль Хі? - (당신이 사랑했다는 여자가... 설희예요?)                         | 1,4 % (43-тє)                         | Н/Д                                   |
| 14               | 17 березня 2023  | - Розлучімося - (헤어지자)                                                                                  | 1,4 % (37-ме)                         | Н/Д                                   |
| 15               | 18 березня 2023  | - Будь ласка, згадай мене - (날 기억해줘)                                                                   | 1,3 % (43-тє)                         | Н/Д                                   |
| 16               | 24 березня 2023  | - Ми разом вічно житимемо в цьому сні - (나와 함께 이 꿈에서 영원히 살자)                                   | 1,6 % (37-ме)                         | Н/Д                                   |
| Середнє значення | Середнє значення | Середнє значення                                                                                            | 2,1 %                                 | —                                     |

## Виноски
1. ↑  Ккокту (кор. 꼭두) є дерев'яними ляльками, які зазвичай використовуються для прикрашення нош померлих[6].
2. ↑  В оригіналі, тут гра слів, бо 계절 може означати як і сезон, так і Кєджоль (ім'я головної героїні), якщо другий варіант, то тоді дослівно буде «Кєджоль Ккокту» (пор. Христина Віктора) в значенні Кєджоль, що належить Ккокту.
3. ↑  Світова класика бейсболу 2023
4. ↑  Показ серії 10 березня було скасовано через, що була трансляція матчу між Кореєю і Японією в межах [c], тому трансляцію серії перенесли на 11 березня[28].
5. ↑  Через те, що деякі рейтинги не були опубліковані, то точне середнє значення невідоме.